# Bardarash-e Soflá
Bardarash-e Soflá (persiska: بردرش سفلی) är en ort i Iran.   Den ligger i provinsen Västazarbaijan, i den nordvästra delen av landet, 700 km nordväst om huvudstaden Teheran. Bardarash-e Soflá ligger 2 295 meter över havet och antalet invånare är 199.
Terrängen runt Bardarash-e Soflá är huvudsakligen kuperad. Bardarash-e Soflá ligger nere i en dal.Runt Bardarash-e Soflá är det ganska tätbefolkat, med 75 invånare per kvadratkilometer. Närmaste större samhälle är Balajūk, 17,6 km söder om Bardarash-e Soflá. Trakten runt Bardarash-e Soflá består i huvudsak av gräsmarker.